# 若草山
若草山（わかくさやま）是位在奈良縣奈良市奈良公園東端的山。標高341.8公尺。

## 概要
山呈現三重的笠形，所以俗稱「三笠山」，經常和也作三笠山的御蓋山混同。雪景優美，是江戶時代南都八景之一的「三笠山雪」。周邊有東大寺、春日大社、興福寺、奈良町、奈良北町等。

## 燒山

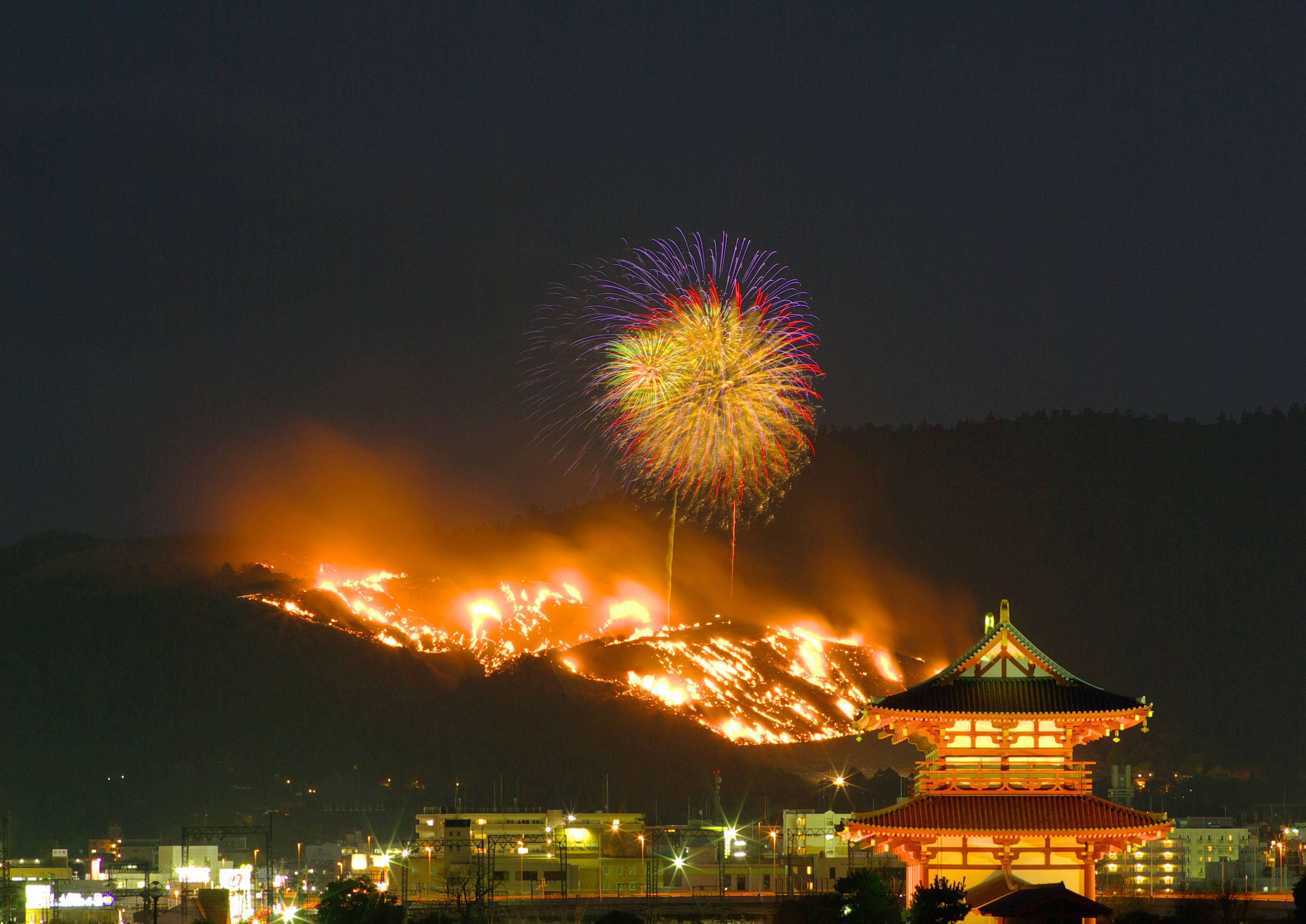
平城宮朱雀門和若草山燒山

每年1月的第4禮拜六舉行的燒山（山焼き）是重要的傳統活動。

## 關連項目
- 三笠山

## 外部連結
- 若草山 （页面存档备份，存于）